# 田中久兵衛
田中 久兵衛（たなか きゅうべえ、1903年3月8日 - 1980年5月24日）は、日本の経営者。三井銀行社長を務めた。和歌山県出身。

## 経歴
1926年に東京帝国大学経済学部経営学科を卒業し、同年に三井銀行に入社。
1951年11月に取締役に就任し、常務、専務を経て、1961年11月に副社長に就任。1965年4月には社長に昇格した。1968年5月から会長を務めた。
東京銀行協会会長、全国銀行協会連合会会長なども歴任した。
1970年11月に藍綬褒章を受章。
1980年5月24日死去。77歳没。